# 宜昌 (司馬)
宜昌（ぎしょう、生没年不明）は、中国の前漢の時代の軍人である。おそらく姓が不明で「宜昌」が名である。紀元前71年に司馬として匈奴の侵入に対応した。

## 解説
西北科学考察団の調査で1930年に内モンゴル自治区の破城子から出土した木簡に見える。それによれば、本始3年（紀元前71年）9月庚子、虜約90騎が甲渠止北隧に入り、卒1人を捕え、弩1、矢12、牛1、衣類多数を盗み取った。司馬の宜昌が騎兵182人を率いて都尉に従って追った、とある。
虜はこの場合、匈奴のこと。都尉は守備部隊の長で、ここでは居延都尉。辺境の張掖郡に複数付けられた部都尉の一人である。甲渠は漢代に対匈奴の防衛拠点となった砦（侯官）の一つ。止北隧は見張り台（隧）の名前である。宜昌の官職である司馬は、中央の大将軍に直属する武官であった。
匈奴の侵入の実相を伝える貴重な資料だが、この作戦の結果がどうなったかは不明である。